# Galianthe valerianoides
Galianthe valerianoides es una especie del género Galianthe, que pertenece a la familia de las Rubiáceas. 
El género Galianthe se caracteriza por poseer coléteres, que son emergencias que producen sustancias viscosas con función protectora en los órganos en desarrollo de muchas Angiospermas.

## Descripción
El sufrútice es una planta de tamaño reducido, que crece de 0,8 a 2,5 metros de alto. Tiene un tallo erguido con forma cuadrangular, de 4 a 8 mm de ancho, hueco por dentro, áspero al tacto y a veces con algunos pelos hacia atrás. En ocasiones presenta ramas secundarias opuestas. Las hojas son alargadas y lanceoladas, con una longitud de 35 a 115 mm y un ancho de 10 a 25 mm, con la base redondeada o truncada y el extremo puntiagudo. Tienen una textura áspera y pelos más largos en los nervios en la parte inferior. Las vainas estipulares son lineales o lineales-subuladas, miden de 3,5 a 5 mm de largo y tienen de 9 a 11 lacinias que miden de 5 a 15 mm de largo.
Las flores se encuentran en una inflorescencia terminal amplia, con pedúnculos que miden de 10 a 20 cm de largo. Tienen un hipanto de 2 a 2,5 mm de largo, a veces con pelos, y un cáliz con 4 lóbulos triangular-subulados, de 2,5 a 4 mm de largo, con pelos y coléteres. La corola mide de 4,5 a 6,2 mm de largo, con papilas más densas en el borde y en la línea media de los lóbulos. Hay dos tipos de flores: brevistilas, con los lóbulos de la corola tan largos como el tubo, y longistilas, con los lóbulos más largos que el tubo.
El fruto es subcilíndrico, de 3,7 a 4,2 mm de largo, generalmente sin pelos pero a veces con algunos dispersos. Las semillas miden de 2,5 a 3,5 mm de largo, son comprimidas dorsalmente y tienen la cara ventral cubierta por un estrofíolo membranáceo, mientras que la cara dorsal está finamente foveolada y desigualmente alada.

## Distribución y hábitat

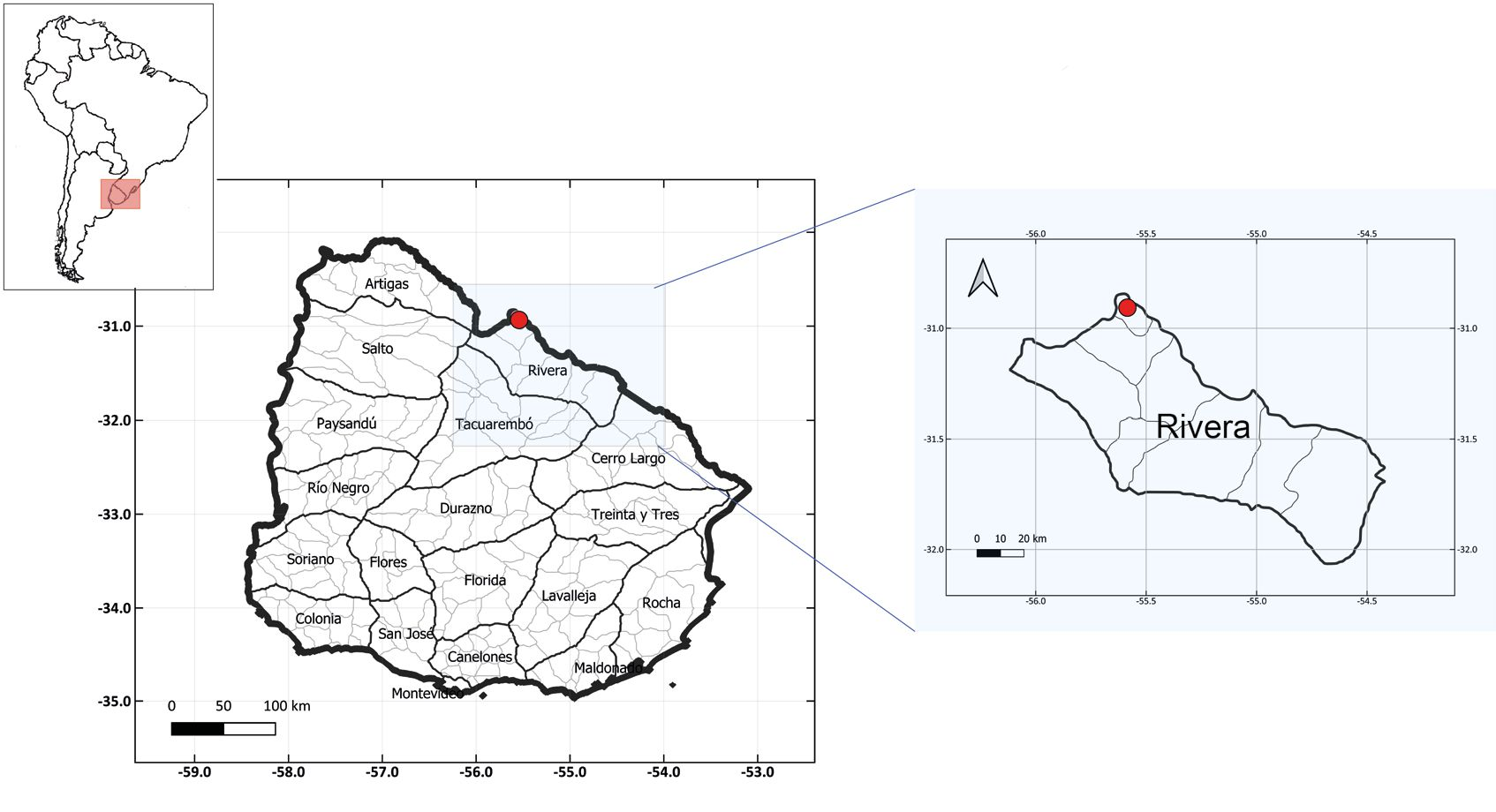
Distribución geográfica de Galianthe valerianoides en Uruguay

Galianthe valerianoides se encuentra en Paraguay, Perú, Brasil, Argentina y ha sido registrada por primera vez en la flora de Uruguay, específicamente en el departamento de Rivera.
Esta especie se encuentra típicamente en tierras bajas estacionalmente inundadas, y sus coléteres han sido estudiados por sus características morfológicas y anatómicas. Los coléteres de Galianthe valerianoides son de tipo estándar y se encuentran en las hojas y los tallos de la planta.

## Taxonomía
Fue descrita por primera vez por Adelbert von Chamisso y Diederich Franz Leonhard von Schlechtendal.
Sinonimia
- Galianthe valerianoides (Cham. & Schltdl.) E.L. Cabral[2]
- Borreria valerianoides Cham. & Schltdl. Linnaea 3: 335. 1828[2]
- Spermacoce valerianoides (Cham. & Schltdl.) Kuntze Revis. Gen. Pl. 3(3): 123. 1898[2]
- Borreria luteovirens Standl. Field Mus. Nat. Hist., Bot. Ser. 8(5): 392-393. 1931[2]